# Synagoge Windecken
Die Synagoge Windecken war bis 1938 die Synagoge der jüdischen Gemeinde in Windecken, heute ein Stadtteil von Nidderau im Main-Kinzig-Kreis in Hessen.

## Geschichte
König Rudolf von Habsburg gewährte am 5. August 1288 Ulrich I. von Hanau für Windecken als erstem Ort in dessen Herrschaft Hanau Stadt- und Marktrechte. Windecken nahm bis ins 15. Jahrhundert eine „Hauptstadtfunktion“ für die Herrschaft Hanau ein. Es wird angenommen, dass die erste jüdische Gemeinde in Windecken in dieser Zeit des Aufschwungs entstand. Sie war damals die größte in der Herrschaft Hanau. Über deren Synagoge ist nichts bekannt. Bei einem Pestpogrom 1348/49 wurden die Juden aus Windecken ermordet oder vertrieben.
Ab 1411 sind erneut Juden in Windecken nachgewiesen. 1429 ist eine Synagoge („Judenschule“) bezeugt. 1498 wird eine „neue Synagoge“ genannt, diejenige, die bis 1938 genutzt wurde. Die alte Synagoge wurde 1512 abgebrochen. 1590 wurde die Synagoge – die letzte, die damals in der Grafschaft Hanau-Münzenberg noch gottesdienstlich genutzt wurde – auf Befehl der vormundschaftlichen Regierung (1580–1596) für Graf Philipp Ludwig II. von Hanau-Münzenberg geschlossen, was die Vertreibung der Juden aus der Grafschaft vorbereiten sollte. Unter der eigenständigen Regierung des Grafen Philipp Ludwig II., ab dem Ende des 16. Jahrhunderts, konnte die Synagoge 1603 aber wiedereröffnet werden.
Die Zahl jüdischer Einwohner entwickelte sich spätestens nach dem Dreißigjährigen Krieg, in dem Windecken schwer zerstört wurde, aufwärts. In der Südostecke der Altstadt befand sich das jüdische Quartier. Dort befanden sich auch die Synagoge und ein Schulhaus mit Mikwe. Der Jüdische Friedhof lag westlich, außerhalb der Stadtmauer. Die Zahl jüdischer Einwohner erreichte 1850 mit 192 Einwohnern – das waren 11,2 % der Bevölkerung – einen Höhepunkt. Anschließend sank die Zahl der Bewohner durch Abwanderung in die umliegenden, sich industrialisierenden Städte. 1933 war der Anteil der jüdischen Bevölkerung auf 44 Personen (2,1 % der Gesamtbevölkerung) zurückgegangen. Mindestens 23 von ihnen kamen in der Zeit des Nationalsozialismus ums Leben. 1939 hatte die Verfolgung durch den NS-Staat dazu geführt, dass nur noch sechs jüdische Einwohner in Windecken lebten.

## Bauwerk

### Gebäude
Die 1481 erbaute spätgotische Synagoge lag in der (heutigen) Synagogenstraße 18. Sie war schon auf Grund ihres Alters ein wertvolles Kulturdenkmal, galt als eine der ältesten erhaltenen Synagogen in Deutschland. Bauliche Details allerdings sind nur spärlich überliefert. Anfang des 17. Jahrhunderts wurde das Gebäude umfassend saniert und verändert und 1603 – nachdem es die Regierung Anfang 1590 geschlossen hatte – wiedereröffnet. Die Synagoge bot Raum für 66 Männer und 34 Frauen. Der Thoraschrein befand sich in einer Nische der Ostwand des Gebäudes, die nach außen vorgebaut war. An der Westwand des Innenraumes befand sich die Frauenempore. In dem Raum darunter war das Gemeindearchiv untergebracht, das Dokumente und Handschriften enthielt, die ins Mittelalter zurück reichten.
Bis zu ihrer Zerstörung 1938 verfügte die Synagoge über eine reiche Ausstattung historisch wertvoller Kultgeräte: Tora-Schmuck, -Schrein, Vorhänge, Kultdecken und anderes. Bis 1937 wurde an jedem Sabbat Gottesdienst abgehalten.

### Zerstörung
Beim Novemberpogrom 1938 versuchten Nazis zunächst am 9. November, die Synagoge anzuzünden. Der Ortspolizist zog sich nach Rücksprache mit der SA zurück. Als die Brandstiftung misslang, versammelten sich am Nachmittag des 10. November 1938 SA und andere Nationalsozialisten vor der Synagoge, schlugen die Fenster ein, stahlen Inventar und verwüsteten den Innenraum. Erneut versuchten sie, Feuer zu legen. Ein Nachbar verhinderte das, worauf die der Mob begann die Synagoge abzureißen. Am nächsten Tag wurde das Gebäude mit Strohballen gefüllt, die mit Benzin übergegossen und in Brand gesteckt wurden. Es brannte die ganze Nacht. Eine große Menschenmenge schaute zu. In den folgenden Tagen wurden die Trümmer beseitigt, das Grundstück planiert und die Kosten der jüdischen Gemeinde auferlegt. Im April 1940 eignete die Stadt sich das Grundstück an und ließ 1943 hier einen Löschwasserteich anliegen.

## Gedenken
Ermittlungen der Staatsanwaltschaft am Landgericht Hanau nach dem Krieg gegen die Brandstifter wurden am 27. Oktober 1945 aus Mangel an Beweisen eingestellt. Der Löschwasserteich war nun überflüssig und das Grundstück, auf dem die Synagoge gestanden hatte, wurde 1950 mit einem Wohnhaus bebaut. Im November 1985 wurde in der Nähe des Standortes der früheren Synagoge eine Gedenktafel angebracht. 1986 wurde das Haus aus den 1950er Jahren abgebrochen, wobei Fundamente der Synagoge zum Vorschein kamen. 1988 wurde auf dem Grundstück eine methodistische Kirche erbaut. Nachdem die Gemeindearbeit im Laufe der 2010er Jahre nach und nach immer kleiner wurde, fand im Februar 2022 der letzte Gottesdienst statt, bevor sich die Gemeinde nach über 33 Jahren auflöste. Das Gebäude wurde im Februar 2023 an die Stadt Nidderau verkauft. Ziel ist es, in dem geschichtsträchtigen Ort ein kulturelles Begegnungszentrum zu etablieren. Zwischenzeitlich sollen in der oberen Etage Flüchtlinge und in der unteren Etage eine Essensausgabe und eine Kleiderkammer für Bedürftige untergebracht werden.